# George Hilton
George Hilton, talvolta accreditato come Jorge Hilton, nome d'arte di Jorge Hill Acosta y Lara (Montevideo, 16 luglio 1934 – Roma, 28 luglio 2019), è stato un attore uruguaiano naturalizzato italiano.

## Biografia
Nato e cresciuto in Uruguay, divenne famoso grazie alle sue partecipazioni a numerosi spaghetti western. Iniziò la carriera lavorando in radio, mentre nel 1955 si trasferì in Argentina, dove adottò lo pseudonimo di Jorge Hilton e cominciò ad apparire in diversi fotoromanzi e in produzioni cinematografiche destinate al mercato interno del paese.
Nel 1963 giunse in Italia seguendo l'esempio di altri attori sudamericani come George Rigaud e Alberto de Mendoza, attirati dalla fiorente industria cinematografica romana. Dopo aver anglicizzato il suo nome in George, ottenne il ruolo principale in una pellicola del genere cappa e spada, Il corsaro nero nell'isola del tesoro del 1965, mentre nello stesso anno interpretò un emulo di 007 nel film comico Due mafiosi contro Goldginger, con Franco e Ciccio.
Venne lanciato nel genere western dal regista Lucio Fulci col film Le colt cantarono la morte e fu... tempo di massacro (1966), al fianco di Franco Nero, e in breve divenne un'icona nel genere. L'anno seguente partecipò infatti a ben sette produzioni del filone, alimentando la sua fama a livello internazionale ed ottenendo buon seguito soprattutto in Spagna, diventando una delle maggiori star del cinema italiano assieme a Terence Hill, Franco Nero e Giuliano Gemma. I suoi personaggi più famosi sono probabilmente quello del pistolero del west "Alleluja", creato insieme al regista Giuliano Carnimeo, e quello di "Tresette".
Affrontò anche altri generi, dal dramma al film di guerra, approdando infine al giallo con la pellicola di Romolo Guerrieri, Il dolce corpo di Deborah (1968). Dotato di un fascino languido e tenebroso, l'attore si adattò perfettamente al genere e così venne chiamato ad interpretare alcuni dei più noti titoli del filone tra cui: Lo strano vizio della signora Wardh (1970), La coda dello scorpione (1971), Tutti i colori del buio (1972), diretti da Sergio Martino e Perché quelle strane gocce di sangue sul corpo di Jennifer? (1972) di Giuliano Carnimeo, sempre affiancato da Edwige Fenech.
Partecipò anche a film polizieschi (Torino violenta, 1977, regia di Carlo Ausino; Milano... difendersi o morire, 1978, regia di Gianni Martucci, accanto a Marc Porel e Anna Maria Rizzoli), commedie (Taxi Girl, 1977) e fanta-avventurosi (I predatori di Atlantide, 1983), ma dagli anni ottanta le sue apparizioni si fecero sempre più sporadiche. In questo periodo recita nel film Le notti segrete di Lucrezia Borgia, un film del 1982 diretto da Roberto Bianchi Montero e con le attrici Sirpa Lane e Carmen Carrión nel cast. Lavorò in film per la televisione (A cena col vampiro, 1988), telefilm (College, 1989), il sequel di Abbronzatissimi, intitolato Abbronzatissimi 2 - Un anno dopo (1993), e la miniserie Tre addii (1999). Nel 2007 prese parte al film cinepanettone Natale in crociera di Neri Parenti, nel ruolo del comandante della nave, accanto a diversi attori, tra cui Christian De Sica.
Morì all'età di 85 anni, il 28 luglio 2019 a Roma. La camera ardente fu aperta presso la clinica Villa Verde, mentre il funerale si svolse, dopo due giorni, nella basilica di Santa Maria in Montesanto, nota anche come Chiesa degli artisti, in piazza del Popolo.
Era parente, da parte materna, di Manuel Acosta y Lara (1880-1946), fondatore del noto quotidiano urugaiano La Mañana.

## Filmografia

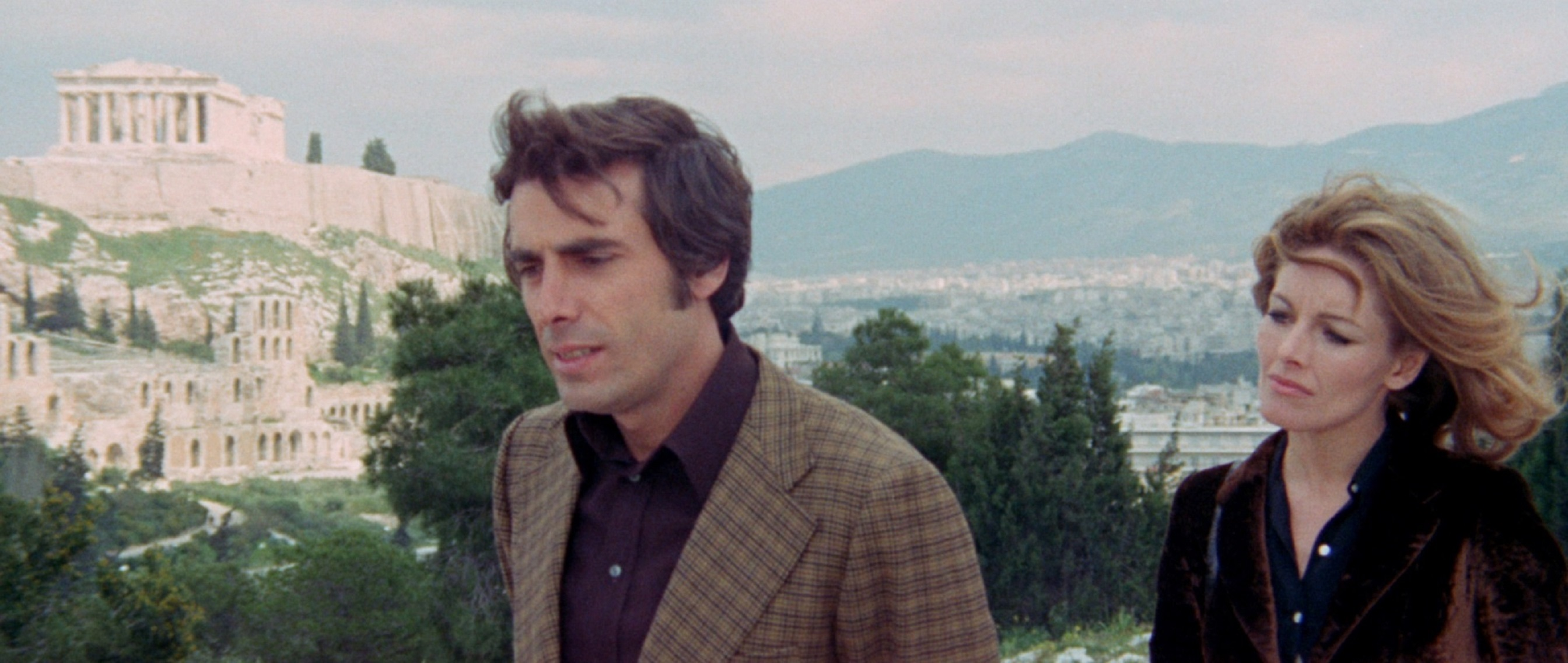
Hilton e Anita Strindberg nel film giallo La coda dello scorpione (1971) di Sergio Martino

- Los tallos amargos, regia di Fernando Ayala (1956)
- Después del silencio, regia di Lucas Demare (1956)
- Una viuda difícil, regia di Fernando Ayala (1957)
- Alto Paraná, regia di Catrano Catrani (1958)
- La procesión, regia di Francis Lauric (1960)
- El bote, el río y la gente, regia di Enrique Cahen Salaberry (1960)
- Los que verán a Dios, regia di Rodolfo Blasco (1963)
- Las modelos, regia di Vlasta Lah (1963)
- L'uomo mascherato contro i pirati, regia di Vertunnio De Angelis (1964)
- Il corsaro nero nell'isola del tesoro, regia di Vertunnio De Angelis (1964)
- Due mafiosi contro Goldginger, regia di Giorgio Simonelli (1965)
- Le colt cantarono la morte e fu... tempo di massacro, regia di Lucio Fulci (1966)
- I due figli di Ringo, regia di Giorgio Simonelli, Giuliano Carnimeo (1966)
- Il tempo degli avvoltoi, regia di Nando Cicero (1967)
- A Ghentar si muore facile, regia di León Klimovsky (1967)
- Kitosch, l'uomo che veniva dal nord (Frontera al sur), regia di José Luis Merino (1967)
- Un poker di pistole, regia di Giuseppe Vari (1967)
- Vado... l'ammazzo e torno, regia di Enzo G. Castellari (1967)
- La più grande rapina del West, regia di Maurizio Lucidi (1967)
- Professionisti per un massacro, regia di Nando Cicero (1967)
- Ognuno per sé, regia di Giorgio Capitani (1967)
- Il dolce corpo di Deborah, regia di Romolo Guerrieri (1967)
- Il momento di uccidere, regia di Giuliano Carnimeo (1968)
- Uno di più all'inferno, regia di Giovanni Fago (1968)
- T'ammazzo!... Raccomandati a Dio, regia di Osvaldo Civirani (1968)
- La battaglia di El Alamein, regia di Giorgio Ferroni (1968)
- Il dito nella piaga, regia di Tonino Ricci (1969)
- Quei disperati che puzzano di sudore e di morte (Los desesperados), regia di Julio Buchs (1969)
- La battaglia del deserto, regia di Mino Loy (1969)
- C'è Sartana... vendi la pistola e comprati la bara!, regia di Giuliano Carnimeo (1970)
- Lo strano vizio della signora Wardh, regia di Sergio Martino (1971)
- Testa t'ammazzo, croce... sei morto - Mi chiamano Alleluja, regia di Giuliano Carnimeo (1971)
- Agente Howard: sette minuti per morire (Siete minutos para morir), regia di Ramón Fernández (1971)
- La coda dello scorpione, regia di Sergio Martino (1971)
- Il diavolo a sette facce, regia di Osvaldo Civirani (1971)
- Mio caro assassino, regia di Tonino Valerii (1972)
- Tutti i colori del buio, regia di Sergio Martino (1972)
- I due volti della paura (Coartada en disco rojo), regia di Tulio Demicheli (1972)
- Perché quelle strane gocce di sangue sul corpo di Jennifer?, regia di Giuliano Carnimeo (1972)
- Il West ti va stretto, amico... è arrivato Alleluja, regia di Giuliano Carnimeo (1972)
- Fuori uno... sotto un altro, arriva il Passatore, regia di Giuliano Carnimeo (1973)
- Lo chiamavano Tresette... giocava sempre col morto, regia di Giuliano Carnimeo (1973)
- Contratto carnale, regia di Giorgio Bontempi (1973)
- Sette ore di violenza per una soluzione imprevista, regia di Michele Massimo Tarantini (1973)
- Di Tresette ce n'è uno, tutti gli altri son nessuno, regia di Giuliano Carnimeo (1974)
- Il baco da seta, regia di Mario Sequi (1974)
- Prima ti suono e poi ti sparo, regia di Franz Antel (1975)
- Ah sì?... E io lo dico a Zzzorro!, regia di Franco Lo Cascio (1975)
- L'assassino è costretto ad uccidere ancora, regia di Luigi Cozzi (1975)
- Taxi Girl, regia di Michele Massimo Tarantini (1977)
- El macho, regia di Marcello Andrei (1977)
- La llamada del sexo, regia di Tulio Demicheli (1977)
- Torino violenta, regia di Carlo Ausino (1977)
- Milano... difendersi o morire, regia di Gianni Martucci (1978)
- Teste di quoio, regia di Giorgio Capitani (1981)
- Ricchi, ricchissimi... praticamente in mutande, regia di Sergio Martino (1982)
- Le notti segrete di Lucrezia Borgia, regia di Roberto Bianchi Montero (1982)
- I predatori di Atlantide, regia di Ruggero Deodato (1983)
- College, regia di Castellano e Pipolo (1984)
- A cena col vampiro, regia di Lamberto Bava – film TV (1988)
- Silvia è sola, regia di Silvio Maestranzi – film TV (1988)
- Double Game (1989)
- College – serie TV, 14 episodi (1989)
- Abbronzatissimi 2 - Un anno dopo, regia di Bruno Gaburro (1993)
- Italian Restaurant – miniserie TV, 4 episodi (1994)
- Fuochi d'artificio, regia di Leonardo Pieraccioni (1997)
- Cient'anne, regia di Ninì Grassia (1999)
- Tre addii, regia di Mario Caiano – film TV (1999)
- Natale in crociera, regia di Neri Parenti (2007)
- Un coccodrillo per amico, regia di Francesca Marra – film TV (2009)
- La promessa del sicario, regia di Max Ferro (2015)

## Doppiatori italiani
Nelle versioni in italiano dei suoi film, George Hilton è stato doppiato da:
- Sergio Graziani in Le colt cantarono la morte e fu... tempo di massacro, I due figli di Ringo, La più grande rapina del West, Uno di più all'inferno, C'è Sartana... vendi la pistola e comprati la bara, Lo strano vizio della signora Wardh, Testa t'ammazzo, croce... sei morto - Mi chiamano Alleluja, Lo chiamavano Tresette... giocava sempre col morto, Contratto carnale, Di Tresette ce n'è uno, tutti gli altri son nessuno
- Pino Colizzi in Il corsaro nero nell'isola del tesoro, La coda dello scorpione, Il diavolo a sette facce, Tutti i colori del buio, I due volti della paura, Perché quelle strane gocce di sangue sul corpo di Jennifer?, L'assassino è costretto ad uccidere ancora
- Pino Locchi in Il momento di uccidere, Mio caro assassino, Il West ti va stretto, amico... è arrivato Alleluja, Prima ti suono e poi ti sparo, Taxi Girl, Milano... difendersi o morire
- Giuseppe Rinaldi in Vado... l'ammazzo e torno, Professionisti per un massacro, Il dolce corpo di Deborah
- Cesare Barbetti in Due mafiosi contro Goldginger, La battaglia del deserto
- Pierangelo Civera in La battaglia di El Alamein, Il dito nella piaga
- Michele Gammino in Sette ore di violenza per una soluzione imprevista,Torino violenta
- Gino La Monica in Ognuno per sé, El macho
- Giancarlo Maestri in A Ghentar si muore facile, Fuori uno sotto un altro... arriva il passatore
- Oreste Rizzini in College
- Carlo Sabatini in A cena col vampiro
- Luciano Melani in Il tempo degli avvoltoi
- Stefano Satta Flores in Un poker di pistole
- Gigi Proietti in Kitosch, l'uomo che veniva dal nord
- Adalberto Maria Merli in Ah sì? E io lo dico a Zzzzorro!
- Romano Malaspina in Il baco da seta